# 페퍼 앤
페퍼 앤(Pepper Ann)은 수 로즈(Sue Rose)가 제작하고 ABC의 디즈니 원 새터데이 모닝(One Saturday Morning)에서 방영된 미국 애니메이션 TV 시리즈이다. 1997년 9월 13일에 처음 초연되어 2000년 11월 18일에 끝났다. 페퍼 앤은 여성이 제작한 최초의 디즈니 애니메이션 TV 시리즈였다.
나중에 카툰 네트워크의 암호명: 이웃집 아이들을 만든 톰 워버튼이 시리즈의 수석 캐릭터 디자이너로 활동했다.

## 개요
페퍼 앤은 주인공의 청소년기에 겪는 시련과 고난을 중심으로 헤이즐넛 중학교에서 겪은 그녀의 우여곡절을 기록한다. 이 캐릭터는 YM 매거진에 연재된 연재 만화에서 유래되었다.